# Marina Aoiz Monreal
Marina Aoiz Monreal (Tafalla, Navarra, 11 de julio de 1955) es una periodista y poeta española.

## Biografía
Licenciada en Ciencias de la Información por la Universidad de Navarra y Diplomada en Gemología por la Universidad de Barcelona, obtuvo el título Europeo de Gemología otorgado por la Federación de Escuelas Europeas de Gemología (FEEG) y el de especialización en Diamante, en la Universidad de Barcelona. Durante quince años fue orfebre, diseñando y elaborando joyas, combinando los metales nobles y las gemas.
En el mundo de las letras, además del periodismo, se ha expresado a través de la poesía y la narrativa. Residió durante cinco años en Venezuela, país en el que comenzó a publicar poesía y realizó estudios sobre Mitología clásica.
Atesora una larga experiencia como gestora y coordinadora de Talleres literarios, así como formadora en proyectos de Igualdad. Investigadora de la obra de mujeres artistas, ha divulgado el resultado de sus estudios en diferentes foros.
Diseñadora y maquetadora, el universo de los libros le cautivó desde la infancia. También la fotografía le ha servido como medio de manifestación de sus inquietudes. Coordina el Club de lectura de la Biblioteca Pública de su localidad natal y editó durante siete años la página web municipal. Es vicepresidenta de la Fundación “María del Villar Berruezo”. Su obra poética y narrativa ha sido parcialmente traducida al euskara, inglés, alemán, portugués, árabe y náhuatl.
A su obra literaria publicada se suman guiones de radio, teatro infantil y adaptaciones teatrales de escritores latinoamericanos; prólogos; presentaciones de libros, recitales de poesía y otros actos culturales. Ha redactado textos para catálogos de pintores y escultores. En varios encuentros internacionales de escritoras, ha descubierto voces reveladoras en la poesía contemporánea.
Ha formado parte del jurado del Concurso de cuentos “Ciudad de Tafalla”; del Certamen de Poesía “María del Villar” de Tafalla; del Certamen “Las mujeres también cuentan”, Facultad de Sociología de la Universidad Pública de Navarra; del Certamen de relatos “María de Maeztu”, de Estella; del Certamen Literario MostrArte de la Cruz Roja; del Certamen de Poesía “Ángel Martínez Baigorri” de Lodosa; y de otros certámenes literarios en Pamplona, Huarte y otras localidades navarras.

## Obras
Las numerosas obras de Marina Aoiz Monreal se pueden dividir según su temática.

### Poemarios
Marina Aoiz Monreal tiene publicados actualmente un total de 14 poemarios.
- Aoiz Monreal, Marina (1986).  Ayuda a la creación literaria del Gobierno de Navarra, ed. La risa de Gea.
- Aoiz Monreal, Marina (1991). Tierra secreta. Colección La Higuera. Tafalla. ISBN 978-84-604-0944-1. Archivado desde el original el 28 de enero de 2015. Consultado el 24 de enero de 2015.
- Aoiz Monreal, Marina (1998). Admisural. Tafalla: Fundación María del Villar Berruezo. ISBN 978-84-921968-5-2. Archivado desde el original el 28 de enero de 2015. Consultado el 24 de enero de 2015.
- Aoiz Monreal, Marina (2001). Fragmentos de obsidiana. Tafalla: Fundación María del Villar Berruezo. ISBN 978-84-95173-10-2. Archivado desde el original el 28 de enero de 2015. Consultado el 24 de enero de 2015.
- Aoiz Monreal, Marina (2003). El libro de las limosnas. Colección del Vértice 22. Salamanca. ISBN 84-95700-42-5.
- Aoiz Monreal, Marina (2004). Edelphus. Pamplona: Gob. de Navarra (Publicación y Prensa). ISBN 978-84-23525-42-3.
- Aoiz Monreal, Marina (2005). Hueso de los vientos. Tafalla: Edelphus. ISBN 978-84-609-7768-1. Archivado desde el original el 28 de enero de 2015. Consultado el 24 de enero de 2015.
- Aoiz Monreal, Marina (2006). Don de la luz. Tafalla: Edelphus. ISBN 978-84-611-3129-7. Archivado desde el original el 28 de enero de 2015. Consultado el 24 de enero de 2015.[6][7]
- Aoiz Monreal, Marina (2007). Donde ahora estoy en pie frente a mi tiempo. Tafalla: Edelphus. ISBN 978-84-611-8133-9.
- Aoiz Monreal, Marina (2009).  Instituto Navarro para la Igualdad, ed. Hojas Rojas. Pamplona: Gob. de Navarra (Prensa y Publicación). ISBN 978-84-235-3155-4.
- Aoiz Monreal, Marina (2009). Códigos del instante. Tafalla: Edelphus. ISBN 978-84-613-5753-6. Archivado desde el original el 28 de enero de 2015. Consultado el 24 de enero de 2015.[8]
- Aoiz Monreal, Marina (2011).  CESBIL-IFC, ed. El pupitre asirio. Centro de Estudios Bilbilitanos. Calatayud: IFC. ISBN 978-84-99110-98-1.
- Aoiz Monreal, Marina (2011). Islas invernales. Colección Daniel Levi. Córdoba: Asociación Cultural Andrómina. ISBN 978-84-938688-3-3.
- Aoiz Monreal, Marina (2012). Génesis. Quito: Javier Gálvez. ISBN 994-203-869-8. Archivado desde el original el 28 de enero de 2015. Consultado el 24 de enero de 2015.
- Aoiz Monreal, Marina. Traducción al euskera, Iñaki Bastarrika Izagirre (2015). Mirar el río/Ibaiari begira. Tafalla (Navarra).ISBN 978-84-608-2354-4
- Aoiz Monreal, Marina (2017). Embalaje. Cáceres. Asociación Cultural Letras Cascabeleras. ISBN 88-84-946675-9-6

### Antologías
Más de una treintena de sus trabajos están recogidos en diversas antologías como las siguientes.
- Antología Bilaketa de Poesía. Aoiz, 1986.
- Actas de las V Jornadas Poéticas de Cuenca, 1991.
- Antología Bilaketa de Poesía. Aoiz, 1992.
- Poemas 2000, XVIII Concurso de Poesía Ciudad de Zaragoza, octubre.
- Sexto Concurso Literario “Voces del Chamamé. Oviedo, 2000.
- Antología “Al aire nuevo”, Ed. Desierto, México, 2001.
- Antología “Mujeres poetas en el País de las Nubes” Col. Vidzu, México, 2001.
- Poemas 2002, XX Concurso de Poesía Ciudad de Zaragoza, octubre.
- Las poetas de la búsqueda. Antología de Poesía de Jaime D. Parra. Biblioteca Golpe de dados. Libros del Innombrable, Zaragoza, 2002.
- Primavera de poemas en loor de San Francisco Javier. Biblioteca Javeriana. Ed. Fundación Diario de Navarra, Pamplona, 2004.
- II Certamen Internacional de Poesía amorosa, Círculo de Bellas Artes. Palma de Mallorca, 2004.
- Trilogía poética de las mujeres en Hispanoamérica. Pícaras, Místicas y Rebeldes (Tomo II), Ed. La cuadrilla de la langosta, México, 2004.
- Versos del Mundo. Antología de Poesía compilada por Lina Zerón. Cuadernos de El Financiero, México, marzo de 2005.
- Homenaje a Ángel Urrutia. Universidad Pública de Navarra, Pamplona, 2005.
- Antología de poesía. Iberia polyglotta. Gedichte und Kurzprosa in den Sprachen der Iberischen Halbinsel. Zeitgenössische Texte auf Aragonesisch, Asturianisch, Baskisch, Englisch, Extremeño, Fala de Xálima, Galicisch, Katalanisch, Mirandesisch, Murcianisch, Okzitanisch, Olivenza-Portugiesisch, Portugiesisch und Spanisch. Mit deutscher Übersetzung. De Hans-Ingo Radatz / Aina Torrent-Lenzen. Ed. axel lenzen verlag / editorial axel lenzen. Titz. Alemania, 2006.
- Murallas abiertas. Encuentro de poesía Ávila-Navarra. Universidad de Salamanca-Universidad de Navarra. Ed. Kadmos, Salamanca, 2007.
- Navarra canta a Cervantes, Carlos Mata Induráin. Universidad de Navarra, Pamplona, 2006.
- Mapa infantil para un Juego de Damas, editado por la Plataforma de Organizaciones de Infancia (Madrid, 2009).
- Mujeres. Poética del Agua. Ed. Edelphus, Tafalla 2012.
- Nueva poesía en el viejo reyno. Ocho poetas navarros. Ed. Hiperión. Madrid 2012.
- Die Rezeption und Deutung von Goyas Werk in der Lyrik. Helmut C. Jacobs. Edition der internationalen Bildgedichte. Alemania (2015).
- Ultravioleta. Poesía ilustrada. Edición a cargo de Uxue Arbe y Uxue Juárez. Pamplona (2015).
- Goya en la poesía. Helmut C. Jacobs. Ed. Institución Fernando el Católico. Zaragoza (2016).
- NO RESIGNACIÓN. Antología poética. Ayuntamiento de Salamanca (2016).
- EN VOZ ALTA. Poetas de la Zona Media de Navarra. Amaigabe ediciones. Navarra (2017).
- La poesía en Navarra. S. XXI. TK,  Pamplona (2017)
- Poesía femenina actual de Navarra en castellano. Antología poética. Ed. Torremozas. Madrid (2018).
- Memoria poética. Ed. Pamiela etxea. Pamplona (2018).
- Por ocho centurias. Antología en homenaje a las universidades de Salamanca y San Marcos de Lima, y a los poetas Diego de Torres Villarroel y Alejandro Romualdo. Salamanca (2018).

### Revistas literarias
- Revista de artes y letras Luces y Sombras, Tafalla, (1981 a 2003).
- Revista literaria Traslapuente, Tudela, 1999.
- Alforja, Revista de Poesía, n.º 21, México DF, verano de 2002.
- Río Arga, n.º 106, Pamplona, 2002.
- A rama do aire, suplemento cultural del diario Faro de Vigo. Abril de 2003.
- Arena, suplemento cultural del diario Excelsior, México, noviembre de 2003.
- Todo va de libros (Boletín) n.º 6, Santiago de Compostela, 2004.
- Revista de Poesía HACHE, Murcia, marzo de 2005.[10]
- Revista literaria Traslapuente (Tudela, Navarra). Primavera y otoño de 2007. Números 35 y 36.
- El coloquio de los perros (revista digital), verano de 2009.
- Revista cultural El cobaya. Números 17 y 18, Ávila 2008 y 2009.
- Constantes vitales. Revista de Poesía del Ateneo navarro. Número 7, 2012.
- Revista de Poesía Piedra del molino. Número 12, Arcos de la Frontera (Cádiz), primavera de 2010.
- La Galla Ciencia. Número 1. Murcia 2014.
- Litoral. MUSEUM. La pintura escrita, Número 258. Málaga 2014.

### Prosa
- Aoiz Monreal, Marina; Orozco, Marta (1999). La Tribu del Perenquén. Cuentillos a la mar (en español y euskera). Tafalla: Fundación María del Villar Berruezo. ISBN 978-84-95173-05-8.
- Mujeres en la cultura. Zona media. Ed. Grupo de Acción Local de la Zona Media de Navarra. Tafalla, 2007.[11]
- Mujeres necesarias en la necesidad. Ed. Grupo de Acción Local de la Zona Media de Navarra. Tafalla, 2011.[12][13]

### Prosa en distintas publicaciones
- Artículos, entrevistas, reportajes, relatos en Merindad (Tafalla), La voz de la Merindad (Tafalla), Diario Egin (Pamplona), Chapitel (Pamplona), Punto y Hora (Pamplona), Concejo (Pamplona), Semanario de Oriente (Cumaná, Venezuela) y otros, desde el año 1973.
- Revista de artes y letras Luces y Sombras, Tafalla (1981-2003).
- Tafallako Ikastola. Publicación del 25 Aniversario, 1990.
- Tafalla, siete paisajes. ANAN, 1999.
- TK. N.º 6. Revista de los Bibliotecarios de Navarra, Pamplona, 1999.
- Tafalla arquitectura rural de la zona, ANAN, Tafalla, 2000.
- El agua en Tafalla. Historia, gestión, usos, guía hídrica. Ed. Fundación María del Villar Berruezo, Tafalla, 2001.
- TK N.º 11-12, Revista de los Bibliotecarios de Navarra, Pamplona, diciembre de 2001.
- José Cabezudo Astráin, Cronista Tafallés. Cuadernos de Cultura tafallesa. Patronato Municipal de Cultura “Garcés de los Fayos”. Diciembre de 2001.
- Tafalla, Historia de las calles. N.º 11 de Cuadernos de Cultura tafallesa. Patronato Municipal de Cultura “Garcés de los Fayos”. Mayo de 2003.
- Amets Librería, Portal Nuevo 15, Tafalla. Asociación Navarra de Bibliotecarios. Revista TK, número 15, Pamplona, diciembre de 2003.
- Por la senda del Quijote. Variaciones sobre el Quijote. Escritores navarros actuales, Universidad Pública de Navarra, Pamplona, 2005.
- Pío Baroja. Creación, conocimiento y vida. Universidad Pública de Navarra, Pamplona, 2006.
- Vía crucis. Catálogo de la Exposición de Asun Requena. Gobierno de Navarra, 2007.[14]
- Arteaoinez`11. Ikastola Garcés de los Fayos, Tafalla, 2011.

## Premios
| - 1986. Ayuda a la Creación Literaria del Gobierno de Navarra. - 1999. Primer premio XV Certamen Nacional de Poesía “Ciudad de Tudela”. - 2000. Accésit en el XVIII Concurso de Poesía “Ciudad de Zaragoza”. - 2000. Accésit en el VI Concurso Literario “Voces del Chamamé” de Oviedo. - 2002. Accésit en el XX Concurso de Poesía “Ciudad de Zaragoza”. - 2003. Premio a la Creación Literaria del Gobierno de Navarra. - 2006. Premio de Poesía “Ciudad de Cantillana” de Sevilla. - 2006. Premio en el Certamen de Poesía “Fernando de Castro”, de Sahagún (León). - 2008. Premio de Poesía “Mujeres silenciadas”. Sama de Langreo (Asturias). - 2008. Premio V Certamen de Cartas de Amor. Ribera del Fresno (Badajoz). - 2008. Premio de Poesía XXII Certamen Literario de Lasarte-Oria. - 2009. Premio de Poesía “Ciudad de Cantillana” de Sevilla. | - 2010. Premio de Poesía X Certamen de Poesía Pilar Paz Pasamar, Jerez de la Frontera, Cádiz. - 2010. Premio I Certamen de Poesía EOS Barbarin, Navarra. - 2010. Finalista I Certamen Internacional “Granada Costa” para obra publicada, con Códigos del instante. - 2010. Premio Internacional de Poesía “José Verón Gormaz”. Calatayud, Zaragoza. - 2011. Premio de Poesía “Leonor de Córdoba”. - 2011. III Premio V Certamen de Relatos Breves RENFE Cercanías. - 2011. Accésit XIX Premios MUJERARTE. Lucena (Córdoba). - 2014. II Premio VIII Certamen de Poesía ALFAMBRA. Teruel. - 2014. Premio de Poesía XI Certamen literario Cofradía del vino de Navarra “Del vino y la viña”. Olite (Navarra). - 2015. Accésit “II Concurso de relatos y poesía” Letras Cascabeleras, Cáceres. - 2016. Finalista del Premio de Poesía “Pilar Fernández Labrador”, Salamanca. - 2017. Mención especial en el I Concurso de Haikus Ilustrados organizado por el Centro Cultural Hispano-Japonés de Salamanca. - 2017. Mención en el I Certamen Internacional de Poesía “Luis Alberto Ambroggio”, en Miami, Florida (Estados Unidos). |

### Otros galardones
- 2006. Reconocimiento como Mujer de la cultura por el Grupo de Acción Local de la Zona Media de Navarra. Proyecto AVANZA.
- 2007. Primer premio del Concurso de marca páginas, organizado por la Biblioteca Pública de Tafalla.
- 2009. Primer premio del Concurso de Carteles del Día del Euskera en Tafalla.
- 2011. Premio “Mujer rural de Navarra” en la quinta edición, “por hacer visible el trabajo de las Asociaciones de Mujeres de la Zona Media de Navarra, a través de la publicación “Mujeres necesarias en la necesidad”.